# Établissement urbain d'Oumba
L'établissement urbain d'Oumba (en russe : Городское поселение Умба) est une entité municipale de Russie formée en 2005, du raïon de Ter dans l'oblast de Mourmansk. Son siège administratif est la localité d'Oumba.

## Géographie
L'établissement urbain se situe dans le raïon de Ter, un des raïons de l'oblast de Mourmansk. Le raïon et l'oblast se trouvent dans le nord européen de la Russie.

## Politique administration
La municipalité est un établissement urbain, qui a été créé en 2005. Elle possède sa propre douma et un chef de l'administration.

## Population
Recensements (*) et estimations de la population,:
| 2010* | 2021* | 2023  | - |
| ----- | ----- | ----- | - |
| 5 559 | 4 146 | 4 053 | - |

## Localités
| Localité              | Statut          | Population 2010 | Population 2021 |
| --------------------- | --------------- | --------------- | --------------- |
| Vostochnoïe Mounozero | localité        | 0               |                 |
| Indel                 | localité        | 0               |                 |
| Olenitsa              | commune urbaine | 27              |                 |
| Oumba                 | commune urbaine | 5 396           | 4121            |